# California State Route 115
Die California State Route 115 (kurz CA 115) ist eine State Route im US-Bundesstaat Kalifornien, die in Nord-Süd-Richtung verläuft.
Die State Route beginnt an der Interstate 8 östlich von Holtville und endet nach 57 Kilometern in Calipatria an der California State Route 111.

## Verlauf
Ab der Interstate 8 verläuft die State Route zunächst in westlicher Richtung, bis sie ab Holtville nordwärts weiterführt. Östlich von Brawley trifft die Straße auf die California State Route 78, bevor sie in Calipatria südöstlich des Saltonsees endet.